# فرودگاه فرانسیسکو گویا
فرودگاه فرانسیسکو گویا (به انگلیسی: Goya Airport) یک فرودگاه همگانی با کد یاتا OYA است که یک باند فرود آسفالت دارد و طول باند آن ۲۲۶۰ متر است. این فرودگاه در شهر گویا کشور آرژانتین قرار دارد و در ارتفاع ۳۸ متری از سطح دریا واقع شده‌است.